# Metajalysus
Metajalysus – rodzaj pluskwiaków z podrzędu różnoskrzydłych, rodziny smukleńcowatych i podrodziny Gampsocorinae. Obejmuje 4 opisane gatunki. Zamieszkują południe krainy neotropikalnej.

## Morfologia
Pluskwiaki o ciele długości od 3,23 do 4,68 mm. Głowę mają dłuższą niż szerszą, niepunktowaną, podzieloną na silnie wypukły płat przedni z trzema żeberkami, z których środkowe może być słabo zaznaczone lub zanikłe, oraz wąski płat tylny z poprzecznymi żeberkami na wysokości wewnętrznych krawędzi oczu złożonych. Przyoczka leżą po bokach płata tylnego. Rozprostowana ku tyłowi kłujka sięgać może od środka śródpiersia do nasady zapiersia. Długie i cienkie, skąpo owłosione czułki budują cztery człony, z których pierwszy jest najdłuższy, trzeci drugi co do długości, a czwarty najkrótszy.
Przedplecze ma zarys dłuższego niż szerszego prostokąta. Zgrubiała przednia jego krawędź (kołnierz) jest wąska i punktowana. Płat przedni przedplecza ma czworokątne, wypłaszczone, pozbawione punktowania nabrzmiałości. Silnie wypukły płat tylny jest punktowany i zaopatrzony w trzy żeberka, u nasad których leżą przysadziste guzki. Tarczka ma zarys stępionego trójkąta, a na jej środku widnieje kulistawy, punktowany guzek. Półpokrywy są przezroczyste, najszersze u szczytów przykrywek. Ewaporatoria u ujść gruczołów zapachowych zatułowia są widoczne od góry, pozbawione kanalików wyprowadzających i mają kształt wyniesionych, stożkowatych guzków. Długie i cienkie odnóża mają stopniowo rozszerzone ku szczytom uda i głęboko ząbkowane nasady pazurków.
Spód tułowia i odwłoka jest niepunktowany. Genitalia samca cechują się okrągłą kapsułą z głęboko powcinanymi bokami i Λ-kształtnym wyrostkiem pośrodku brzusznej krawędzi oraz symetrycznymi i wydłużonymi paramerami z dwoma odgiętymi gałęziami.

## Rozprzestrzenienie
Rodzaj neotropikalny, ograniczony w swym zasięgu do Ameryki Południowej. Jeden gatunek występuje w Ekwadorze, pozostałe zaś są endemitami Argentyny.

## Taksonomia
Rodzaj ten wprowadzony został w 1977 roku przez Josefa Štusáka na łamach „Acta Zoologica Academiae Scientiarum Hungarica”. W tej samej publikacji opisał on jego gatunek typowy. Przez dłuższy czas rodzaj pozostawał taksonem monotypowym. W 2021 roku Thomas J. Henry i Pablo M. Dellapé opisali trzy nowe jego gatunki. Po tej publikacji rodzaj ten obejmuje 4 opisane gatunki:
- Metajalysus clavatus Henry & Dellapé, 2021
- Metajalysus graziae Henry & Dellapé, 2021
- Metajalysus horvathi Stusak, 1977
- Metajalysus pilosus Henry & Dellapé, 2021